# James Woodforde
James Woodforde, né le 27 juin 1740 à Ansford en Angleterre, et mort le 1er janvier 1803 à Weston Longville (Norfolk), est un pasteur anglais célèbre pour le journal qu'il a quotidiennement tenu pendant près de 45 ans, de 1759 jusqu'à sa mort.

## Enfance et éducation
James Woodforde est né le 27 juin 1740 au presbytère d'Ansford, dans le Somerset, un comté de l'ouest de l'Angleterre. Sa vie de pasteur de l'Église d'Angleterre pourrait sembler monotone et sans grand intérêt s'il n'avait tenu, pendant près de 45 ans, un journal où il notait le quotidien de la vie rurale dans l'Angleterre du XVIIIe siècle.
Arrière-arrière-petit-fils de Robert Woodforde de Northampton, un autre diariste anglais du XVIIe siècle, James est le sixième enfant du révérend Samuel Woodforde, recteur d'Ansford et vicaire de Castle Cary, une localité voisine. Sa mère Jane Collins avait auparavant donné naissance à deux autres garçons (dont l'un mourra en bas âge) ainsi qu'à trois filles ; suivra un frère cadet, benjamin de la famille. James est le seul de la fratrie à fréquenter une public school (Winchester College) avant de faire des études universitaires à New College (Oxford), à l'époque un important établissement de formation pastorale. Le journal de James Woodforde
débute le 21 juillet 1759, date de son entrée dans ce collège.
Woodforde est ordonné diacre en 1763, quelques jours avant d'obtenir son baccalauréat ès arts (BA), grade qui correspond plus ou moins à une licence ès lettres actuelle. Il obtient sa maîtrise ès arts (MA) en 1767 et devient « bachelier ès théologie » (BD, c'est-à-dire Bachelor of Divinity) en 1775. Il semble avoir été un étudiant sérieux mais sans éclat. Il réside à New College à deux reprises : au cours de sa scolarité (1759-1763), puis en tant que fellow (1773-1776). De ce qu'il brosse de la vie universitaire à Oxford, on retient surtout de nombreuses libations (au porto et à la bière brune) qui rythment aussi bien le quotidien estudiantin que celui du corps enseignant.

## Carrière
Son baccalauréat ès arts en poche, Woodforde quitte l'université en 1763 et retourne dans le Somerset où il officie comme vicaire pendant dix ans, d'abord quelques mois à Thurloxton, puis un an à Babcary, deux localités du Somerset proches d'Ansford. Il est ordonné prêtre à Wells en 1764. Dès lors et jusqu'en 1773, il remplace son père vieillissant à Ansford et à Castle Cary. Cette période de sa vie foisonne des noms de son abondante parenté et des nombreux amis de la famille. Il y mentionne aussi les démêlés qu'il a avec ses deux frères : l'aîné Heighes, un avocat souvent à court d'argent, et le cadet John (« Jack »). Ce dernier, par un temps employé chez un quincaillier, est surtout porté sur la bouteille ; il ramène à l'annexe du presbytère partagée avec James des compagnons peu fréquentables, quand il ne se blesse en tombant de cheval, ivre mort à l'issue de soirées trop arrosées.

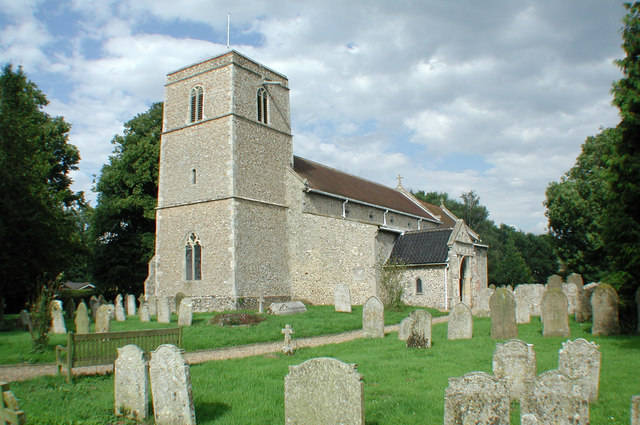
L'Église de Tous-les-Saints de Weston Longville en 2001.

À la mort de son père en 1771, James ne peut se faire attribuer les deux paroisses dont celui-ci avait le bénéfice : il comprend trop tard qu'il lui aurait fallu s'attirer les bonnes grâces de la châtelaine locale. Son oncle Thomas, régisseur de celle-ci, est plus habile : il parvient à supplanter James par son fils Francis, devenant ainsi le « pire ennemi » du diariste. Trop timide, celui-ci échoue également dans la cour qu'il fait à Betsy White, la nièce de son oncle White, le seul véritable amour de sa vie. Il retourne alors dans son collège d'Oxford où il devient principal adjoint. Il est aussi durant un an l'un des deux « pro-procteurs » de l'université, chargés d'aider les deux « procteurs » à maintenir la discipline. Procteurs et pro-procteurs ont fort à faire pour interdire aux étudiants, passée une certaine heure, les débits de boisson et les salles de billard de la ville. En décembre 1774, New College lui octroie le bénéfice de la paroisse de Weston Longville, dans le Norfolk, un comté situé au nord-est de Londres. Ce bénéfice est l'un des mieux rémunérés de ceux gérés par le collège, avec 400 livres de rente. Il établit sa résidence à Weston en mai 1776.
Malgré ce qu'il dut ressentir comme un arrachement à son Somerset natal où il abandonne famille et amis, il s'installe vite dans une confortable vie de célibataire. Il décrit Norwich, la capitale du Norfolk distante d'une quinzaine de kilomètres, comme « de loin la plus belle Ville d'Angleterre » et aime faire à plusieurs reprises quelques escapades sur le bord de mer où il apprécie la « charmante Plage » de Yarmouth. Il héberge d'abord son neveu Bill qui s'engage dans la marine après avoir engrossé l'une de ses servantes, puis fait venir à Weston sa nièce Nancy qui va lui tenir compagnie jusqu'à sa mort.
Dans le Norfolk, sa vie sociale est un peu moins foisonnante que dans le Somerset, mais il apprécie la compagnie du clergé local. Ses collègues avaient coutume, dans ce qu'ils appelaient le « Rotation Club », de faire régulièrement de bons repas chez chacun d'eux tour à tour. C'est l'occasion pour lui de noter scrupuleusement les nombreux plats, surtout de viande, qui y sont consommés. On reste stupéfait devant des menus pour une dizaine de personnes comprenant brochet de trois pieds de long, plusieurs poulets, gigot, pièce de bœuf, etc.
Les années passent, rythmées par les invitations à manger chez les uns et chez les autres, par les manifestations culturelles (essentiellement musicales) qu'il s'octroie à Norwich, et par ses relations amicales avec John Custance, châtelain local et gentilhomme de la Chambre du roi. Accompagné de sa nièce Nancy qui trouve la vie dans le Norfolk particulièrement morose, Woodforde fait aussi presque chaque été le long trajet qui le ramène dans son Somerset natal, où il se fait héberger plusieurs mois par sa sœur Jane et son beau-frère Pounsett. Il transite habituellement par Londres où il en profite pour faire un peu de tourisme et de shopping. Il est ainsi témoin, en 1795, de scènes de révolte sur le passage du carrosse royal (le roi George III se fait huer et insulter, et une balle est même tirée, mais sans faire de victimes). Faisant suite aux Émeutes de Birmingham de 1791 et inspirés des événements révolutionnaires qui se déroulent en France, ces mouvements de foule l'effraient au plus haut point. Sur la fin de sa vie, Woodforde se plaint de plus en plus fréquemment d'immobilisations liées à la goutte et à l'hydropisie. Il meurt dans son presbytère de Weston le 1er janvier 1803.

## LeJournal d'un pasteur de campagne
James Woodforde a tenu quotidiennement son journal du 21 juillet 1759, marquant son arrivée à New College (Oxford), pratiquement jusqu'à sa mort, puisque la dernière entrée date du 17 octobre 1802 et qu'il meurt moins de trois mois après, le 1er janvier de l'année suivante. Tenir un journal était, chez les Woodforde, une habitude assez répandue. Le trisaïeul de James, Robert Woodforde de Northampton (1606-1654), en tenait un au siècle précédent. Sa nièce Nancy ainsi que les trois filles de son neveu Bill en tinrent par la suite.
Probablement sur les recommandations de son père, Woodforde utilise son journal pour noter ses moindres dépenses, y compris les aumônes de quelques pence qu'il fait aux pauvres de la paroisse. Il note aussi occasionnellement quelques observations météorologiques, mais surtout les naissances, les mariages et les décès, ses allées et venues, les maladies et les fêtes. Le Journal relate non seulement ses relations avec le châtelain local, mais aussi avec ses propres domestiques, avec les fermiers des environs, avec le menuisier et l'aubergiste, etc. Le Journal est ainsi une source inestimable d'informations pour l'historien, tandis que le commun des lecteurs se laisse transporter dans la ruralité de l'Angleterre du XVIIIe siècle.
Le style, au début télégraphique et se rapprochant de celui d'un livre de comptes, est simple, direct, informel et même familier. Les extraits suivants permettent de s'en faire une idée :

« 14 avril 1775 - « We breakfasted, dined, supped & slept at Norwich. We took a Walk over the City in the morning & we both agreed it was the fairest City in England by far. » [Nous déjeunâmes, dinâmes, soupâmes et dormîmes à Norwich. Nous nous promenâmes dans la Ville le matin & tous deux convînmes qu'elle était de loin la plus belle Ville d'Angleterre.]
1er janvier 1779 - « This morning very early about 1 o'clock a most dreadful Storm of Wind with Hail & Snow happened here and the Wind did not quite abait till the Evening. A little before 2 o'clock I got up, my bedstead rocking under me, and never in my Life that I know of, did I remember the Wind so high or of so long continuance. I expected every Moment that some Part or other of my House must have been blown down, but blessed be God the whole stood, only a few Tiles displaced... My Chancel received great Damage as did my Barn. The Leads from my Chancel were almost all blown up with some Parts of the Roof, The North West Window blown in & smashed all to Pieces ». » [Très tôt ce matin vers 1 heure eut lieu l'une des plus effroyables Tempêtes de Vent avec de la Grêle & de la Neige, et le Vent ne s'est point abattu de la Journée. Je me levai peu avant 2 heures, tant mon bois de lit était sous moi ébranlé, et jamais de ma Vie ai-je souvenir d'un Vent si violent et soutenu. Je m'attendais à chaque Instant à voir quelque partie de ma Maison emportée, mais grâce à Dieu tout a tenu, seulement quelques Tuiles déplacées [...] Le chœur de l'église a reçu grand Dommage, tout comme ma Grange. Les Plombs du chœur furent presque emportés ainsi que des parties du toit, Le Vitrail Nord Ouest soufflé & réduit en Pièces.]
24 juillet 1789 - « Friday. I breakfasted, dined &c. again at Cole. To a Fisherman for a fine Crab, 4 Pound, pd 0.1.0. Very great Rebellion in France by the Papers — The Bath Paper (the only Paper taken in here) comes every Friday Morning. » [Vendredi. Je déjeunai, dînai &c. derechef à Cole. À un Pêcheur pour un beau Crabe de 4 livres, payé 0.1.0. Très grande Rébellion en France d'après les Journaux — La Gazette de Bath (le seul Journal qui parvienne jusqu'ici) est livrée chaque vendredi Matin.]
26 janvier 1793 - « The King of France Louis 16 inhumanly and unjustly beheaded on Monday last by his cruel, blood-thirsty Subjects. Dreadful times I am afraid are approaching to all Europe. France the foundation of all of it. The poor King of France bore his horrid fate with manly fortitude and resignation. Pray God he may be eternally happy in thy heavenly Kingdom. And have mercy upon his Queen, 2 children and their Aunt Princess Elizabeth, all of whom by the Papers are very ill indeed in their confinement. Their lives are in great danger now of being taken away by the French Assassins or Ruffians. »[Le Roi de France Louis 16 fut inhumainement et injustement décapité lundi dernier par ses cruels et sanguinaires Sujets. Des temps terribles sont je le crains à l'approche pour l'Europe tout entière. Et la France en est le fondement. Le pauvre Roi de France a enduré son horrible sort avec une noble force d'âme et résignation. Fais Seigneur qu'il soit éternellement heureux en ton Royaume céleste. Et aie pitié de sa Reine, ses 2 enfants et leur Tante la Princesse Élisabeth, qui tous selon les Gazettes souffrent de leur emprisonnement. Leurs vies sont maintenant en grand danger de leur être ôtées par ces Assassins et Scélérats de Français.]
25 janvier 1795 - « We breakfasted, dined &c. again at home. The frost this Morning more severe than Yesterday. It froze the Chamber Pots above Stairs. »[Nous déjeunâmes, dinâmes &c. derechef à la maison. Ce Matin le gel était plus vif qu'Hier. Les Pots de Chambre ont gelé à l'Étage.] »

Le manuscrit complet (72 carnets et 100 feuillets) se trouve déposé à la Bibliothèque bodléienne d'Oxford. Il a surtout été publié sous la forme d'extraits, allant d'un à cinq volumes, dont il ne semble exister aucune traduction en français. Une édition intégrale en 17 volumes a été publiée par la Parson Woodforde Society . Virginia Woolf était l'une des très nombreuses personnalités du monde anglo-saxon à soutenir l'originalité et l'intérêt du Journal d'un pasteur de campagne.

## Arbre généalogique simplifié de la famille Woodforde
Cet arbre simplifié est destiné à aider le lecteur du Journal. Il a été principalement établi à partir des Brief Biographies qui se trouvent à la fin des extraits du Journal sélectionnés par D. Hughes.
On notera qu'un des neveux de James Woodforde, Samuel Woodforde, a été un artiste-peintre suffisamment reconnu pour faire partie de la Royal Academy.

## Sources
- (en) Cet article est partiellement ou en totalité issu de l’article de Wikipédia en anglais intitulé « James Woodforde » (voir la liste des auteurs).
- Beresford, J. (éd.), The Diary of a Country Parson, 5 vol., Oxford University Press, 1924-1931, republié en 1968.
- Hughes, D. (éd.), The Diary of a Country Parson, The Revd James Woodforde, Folio Society, Londres, 1992, republié en 2015.
- Winstanley, R.L., Revd P. Jameson & Dr H. Edwards (éd.), The Diary of a Country Parson, édition intégrale en 17 vol., Parson Woodforde Society. [Le volume 9 est épuisé.]